# Maguila Gorila
Maguila Gorila es el dibujo animado de un gorila creado por los estudios de animación Hanna-Barbera. La serie de sus aventuras fue emitida por las emisoras sindicadas de la Televisión Estadounidense el 14 de enero de 1964, dentro del programa infantil titulado el Show de Maguila Gorila.
En este programa también se incluían las series Punkin Puss y Mush Mouse y Conejo Ricochet y Coyote Droop-a-Long.
 La serie del Conejo Ricochet y Coyote Droop-a-Long sería sustituida tras diez capítulos emitidos, por los episodios de la serie Casioso y Achú, cuyas aventuras habían pertenecido con anterioridad al Show de Pepe Pótamo. 
 Transcurridos dos años de emisión del Show de Maguila Gorila, en 1966 la cadena Estadounidense ABC adquirió los derechos de los programas infantiles, el Show de Maguila el Gorila y el Show de Pepe Pótamo y unió ambos programas en uno único. El programa resultante tomó el título de El Show de Pepe Pótamo inaugurado en enero de 1966. 

## Personajes
- Maguila: Maguila es un Gorila de color pardo, que luce un Bombín de color azul marino adornado con una cinta verde con topos negros sobre su cabeza. Se adorna con una pajarita azul marino. Viste unos pantalones cortos de color rojo que le vienen anchos por lo que los sujeta con unos llamativos tirantes de color verde. Sobre sus manos inferiores, calza unos enormes zapatones de color marrón acordonados. A veces lleva bastón y un gracioso pañuelo que le sale del bolsillo. 
Tiene la gran pasión de practicar el patinaje, por ello siempre que puede se calza unos patines, y allá va él. Lo malo es que siendo tan enorme y patoso, siempre acaba rompiendo algo y recibiendo las reprimendas del Señor Peebles.
- Señor Peebles: Es un hombrecillo menudo, bajito, de complexión maciza sin ser grueso. Calvito, con dos pelos en cortina por arriba y mata de pelo en la parte de la nuca. El cabello lo ha ido perdiendo a causa de los disgustos que le ha causado Maguila. Sobre su amplia cabeza redonda luce bigote y suele ir vestido con un chaleco de punto de color turquesa, camisa blanca, pantalón azul y zapatos negros.
- Chispas: Maguila tampoco carece de otros amigos. Uno de ellos, como el más notable es Chispas o Chispitas. Chispas es niñita pequeña de unos seis años, de pelo pelirrojo anaranjado largo recogido por detrás y con coletitas a los lados sujetas con dos lazos blancos abiertos.
 Viste un vestidito de manga corta y con faldita de color blanco, que apenas le tapa los pololos. Sobre sus piernas leotardos blancos y zapatos de niña con hebilla blancos. Sobre su cabeza un sombrerito de ala, también blanco adornado con florecitas.
Chispas comparte sus piruletas con el simio y sueña que un día tendrá suficiente dinero para comprarlo y darle un precioso hogar a Maguila. 
La palabra preferida de la niña es precisamente Chispas, la cual dice constantemente cuando se sorprende. A Chispas también le gusta hacer burbujitas de jabón.

## Doblaje
- Maguila: Allan Melvin le dio vida en inglés, mientras que Jorge Arvizu, le dio voz en español.[4]

- El Señor Peebles: Howard Morris puso la voz al Señor Peebles. Otro tanto hizo el actor de doblaje Carlos Rotzinger para la versión latinoamericana.[4]

- Chispas: Jean Vander Pyl en inglés y Azucena Rodríguez en Español.

## Argumento
Maguila fue comprado por el señor Peebles, para su tienda de mascotas, pero cuando este vio que nadie deseaba comprarlo se dio cuenta de su error. Desde entonces Maguila vive en la Pajarería del Señor Peebles, y pasa el día tras el escaparate de la tienda, esperando a un comprador y comiendo bananas. 

El Señor Peebles suele quejarse mucho de su mala suerte, y de lo que cuesta mantener a su Maguila y desea quitárselo por todos los medios de encima.

Por ello Peebles ha bajado repetidamente el precio de Maguila, pero aun así solo ha conseguido venderlo por corto tiempo, casi siempre a ladrones que lo necesitan para robar un banco o a una agencia que precisa de una mascota para la promoción de su producto más reciente.

Por ello Peebles en cuanto presiente que Maguila no está con el dueño adecuado sale a la carrera para recuperarlo. Porque en el fondo le ha tomado un gran aprecio a su grandullón. 

La única clienta interesada en comprar al gorila es su mejor amiga, Ogee (en la versión original Estadounidense) o Chispas (llamada así precisamente porque esa es su palabra preferida), una pequeña niña que lamentablemente nunca tiene dinero suficiente para comprarlo.

Pero Maguila es más que eso, pues su carácter es afable y conciliador, y a pesar de ser muy fuerte,y un tanto patoso, pues siempre está rompiendo algo, siempre hay una gran dulzura en su voz.
De todos los personajes de Hanna Barbera, Maguila sin duda es el más tierno. Pues representa la incomprensión, y aún más, el absoluto abandono. Él es muy bondadoso y aun así, nadie le quiere.
Otros personajes de la H-B intentan ser humanos e integrarse. Maguila sin embargo representa la humanidad en sí mismo, pues no pretende ser otra cosa que no es. Por ello es la representación de lo puede llegar a ser un ser excepcional y aun así no llegar nunca a cuajar.

## Episodios
Relación de los episodios emitidos en dos temporadas, con su título original en inglés traducido al español.
Chugga Chugga: éste Título se mienta en varias listas de episodios.
1. Primera Temporada:[6]
  1. Caza Mayor (Big Game): Maguila es perseguido por el cazador J. Whimple Dimple que quiere cobrarlo como un gran trofeo y disecarlo.
  2. Gorila Enrejado (Gridiron Gorilla):  Maguila parece haber encontrado un lugar en el mundo como jugador de Rugby en los Leones de Pennsyltucky que se enfrentan contra los Cañoneros de Wabash.
  3.  El Soldado Maguila (Private Magilla): Maguila buscando su destino, acaba enrolado en el ejército, y al final se le asigna una misión en la luna.
  4. Banco adornado (Bank Pranks): Dos gánsteres ven en la fuerza de Maguila un buen aliado para sus atracos.
  5. Película rayada (Groovey Movie): Un director de Cine Grotesco compra a Maguila para su nuevo proyecto.
  6. Puente Aéreo (Airlift): Maguila bebe la fórmula antigravedad del Científico Skiball, quedando flotando en el aire. Algunos aprovechados intentarán sacar provecho de ello.
  7. la venta de Maguila (Come Blow Your Dough): Chispas compra a Maguila pero al llegar a casa con su querida mascota, sus padres asustados llaman a la Policía.
  8. El Científico Loco (Mad Scientist): Maguila es vendido a un científico que se propone experimentar en el cerebro del primate. Peebles acudirá al rescate.
  9. La fiesta de disfraces (Masquerade Party): Maguila acude a una fiesta de disfraces, mientras unos ladrones intentaráan robar el collar de diamantes de la Señora Richley.
  10. Vuelve Maguila (Come Back Little Magilla): Como no puede quedarse con Maguila, Chispas se escapa. Maguila seguirá velando por su seguridad.
  11. El Hada Madrina (Fairy Godmother): Un hada Madrina visita a Maguila para concederle sus deseos. Maguila volverá a la Jungla, luego regresará a la tienda y por último...
  12. El Planeta Cero (Planet Zero): Los Habitantes del Planeta Cero raptan a Maguila para estudiar a los habitantes de la Tierra antes de invadirla. Al conocer al simio, su miedo será tal que abandonarán sus planes.
  13. Príncipe encantador (Prince Charming): Chispas fantaseará con que ella es una princesa y Maguila es su príncipe encantador, de cuento de hadas.
  14. Maguila Motero (Motorcycle Magilla): Maguila se encuentra un scooter y saldrá disparado a toda velocidad con Peebles persiguiéndole, hasta que sale despedido por una cascada. Por suerte es rescatado por un helicóptero. Una vez en el helícoptero a Maguila no se le ocurre otra cosa que cambiar de transporte.
  15. ¿Esto es un Zoo? (Is That Zoo?) Para que Maguila entre en razón Peebles envía a Maguila al zoo para que vea lo diferente que es verse enjaulado y sujeto a normas y reglas.
2. Segunda temporada (1965)
  1. Cabeza de Chorlito (Bird Brained): Peebles ha traído un periquito y después se marcha. El pájaro se escapa y Maguila intentará atraparlo antes de que Peebles regrese.
  2. Circo ajado (Circus Ruckus): Pensando que el Sr. Peebles no le quiere, Maguila decide abandonar la tienda y marcharse con el circo donde triunfar como estrella y ganar dinero. Pero el Sr. Peebles añora a Maguila y Maguila al Sr. Peebles. Maguila abandona el circo y vuelve a la tienda donde ambos se reencuentran felizmente.
  3. Bribón de campamento (Camp Scamps): Maguila marcha de la tienda para ir a un campamento de chicos rastreadores.
  4. El enmascarado Púrpura (The Purple Mask): Chispas le cuenta a un amigo que el superhéroe "El Enmascarado Púrpura" ha ido a visitarla. El amigo la reta a que si eso es verdad que se lo presente y ella acepta pero en la cita "El Enmascarado Púrpura" no aparece. Viendo a Chispas con el corazón destrozado, Maguila se transformará en el fabuloso superhéroe.
  5. Amor a primera lucha (Love at First Fight): Matilda es una Gorila del Zoo solitaria. Por ello, los guardas del Zoo le traen a Maguila para que le haga compañía.
  6. Mascota apostada (Pet Bet): Chispas pide prestado a Maguila para llevarlo a la escuela en la muestra de mascotas. Allí Maguila competirá con un perro llamado Horacio.
  7. Haciendo el Maguila (Makin' With The Magilla): Maguila irá a una fiesta en la playa donde practicará "Surfing".
  8. Chico de Altos Vuelos (High Fly Guy): Peebles manda a Maguila a comprar bananas al almacén. Maguila decide montar el aeroplano de un chico delante del almacén. Una vez montado Maguila lo enchufa en una toma de Alto voltaje y el aeroplano despega.
  9. Mar profundo garrapeteado (Deep Sea Doodle): Phoebe el pez dorado, se pone enfermo y Peebles lo envía a Ocealand para un chequeo. Maguila causará más de un desaguisado en el parque oceánico.
  10. Que fue el Geek que fue (That Was The Geek That Was): Un extraño espécimen de pájaro, el Geek, llega a la pajarería de Peebles. Es capaz de escabullirse en cualquier situación y Maguila acabará frenético intentando devolverlo a su jaula antes de que Peebles vuelva.
  11. Montana Maguila (Montana Magilla): Peebles tiene muchas deudas y Maguila para ayudarle se apunta a un rodeo local con un sustancioso premio. Batiendo records Maguila gana el Premio y Peebles paga su renta. Pero cuando le compra bananas a Maguila se vuelve a quedar en la miseria.
  12. Mezcla Maguila (Magilla Mix-Up): Maguila haciendo unos recados para Peebles se verá implicado en el turbio mundo del espionaje.
  13. Rodando y repartiendo (Wheelin And Deal):: Maguila acude a ayudar a un conductor, cuando su coche deportivo se para delante de la tienda de animales. Accidentalmente Maguila acabará conduciendo el coche siendo un peligro en las calles.
  14. Loca Avenida de la Locura (Mad Avenue Madness): Bajo el eslogan Hasta un Gorila podría conducirlo Maguila, es elegido para ser la imagen de un modelo de coche volante en un anuncio en la Avenida Madison. En cuando Maguila se sube al coche comienza la locura.
  15. Beau Jest (Beau Jest): Maguila acabará tan harto de Peebles que acabará marchándose para alistarse en la legión extranjera Francesa. Tras su instrucción volverá a la tienda de animales en un camello. (Parodia de Beau Jest).
  16. Super Héroes ridículos (Super Blooper Heroes): Tras ver un programa de televisión Maguila decide convertirse en un Super Héroe y combatir el crimen y la injusticia.

## Otras apariciones
- El Arca Loca de Yogui (1972- 1975): Maguila se prodigó en el Arca Loca de Yogui, tanto en la película de 1972, como en la serie, también conocida como Clan del Oso Yogui que se emitió en la cadena ABC desde el verano de 1973 hasta el verano de 1975.
- Las olimpiadas de la risa (1977 - 1978)
- Harvey Birdman, Attorney at Law (2000-2007): Maguila apareció en uno de los episodios de esta serie de animación dirigida al público adulto, en la que se íncluían varios de sus personajes.
- La Tienda del Sr Peebles aparece en la película ¡Scooby! (2020) como edificio vecino de Bolos Takamoto.
- Maguila Gorila hará su aparición en la película Space Jam: A New Legacy (2021).

## Maguila Gorila en otros idiomas
- Inglés: Magilla Gorilla
- Portugués (brasilero): Maguila, o Gorila
- Japonés: ゴリラのゴンちゃん (Gorira no Gon-chan)
- Finés: Magilla Gorilla
- Polaco: Goryl Magilla